# Braga
Braga (portugalski: Braga) je grad u sjevernom Portugalu i glavni grad Distrikta Braga.

## Stanovništvo
Prema procjenama stanovništva iz 2007. godine u Bragi živi 175.063 stanovnika, dok je prosječna gustoća naseljenosti 956 stanovnika/km2.

## Sport
Najpoznatiji športski klub u gradu je nogometni klub S.C. Braga koji je osnovan 1921. godine i jedan je od članova portugalske prve nogometne lige.

## Gradovi prijatelji
- Astorga, Španjolska
- Bissorã, Gvineja Bisau
- Clermont-Ferrand, Francuska
- Puteaux, Francuska
- Santo André, Brazil
- São Nicolau, Zelenortski Otoci

## Vanjske poveznice
- Informacije o Bragi
- Mapa Brage
- Braga Portal
- Turističke slike grada
- Braga vodič
- Virtualna Braga